# Unsterbliche Remispartie
Die Unsterbliche Remispartie ist eine Schachpartie, die spätestens 1872 in Wien zwischen Carl Hamppe (Weiß) und Philipp Meitner (Schwarz) gespielt wurde.
Sie illustriert den im 19. Jahrhundert üblichen romantischen Stil, bei dem versucht wurde, durch spektakuläre Opfer den gegnerischen König mattzusetzen. In der Partie opferte Schwarz sehr viel Material, um den weißen König über das ganze Brett ins eigene Lager zu treiben, konnte dann mit den verbliebenen Figuren allerdings nur noch Remis durch Dauerschach erreichen.
Die Kontrahenten in dieser Partie waren Wiener Amateur-Schachmeister, deren Ruhm vor allem auf dieser einen Partie beruht, die in zahlreichen Schachbüchern und -zeitschriften abgedruckt wurde. Carl Hamppe, von Beruf Finanzbeamter, gilt zudem als Begründer der in der Partie gespielten Eröffnung, der Wiener Partie. Rechtsanwalt Philipp Meitner war Teilnehmer der internationalen Wiener Schachturniere 1873 und 1882. Er war der Vater der Kernphysikerin Lise Meitner.

## Verlauf mit Anmerkungen
|   | a | b | c | d | e | f | g | h |   |
| 8 |   |   |   |   |   |   |   |   | 8 |
| 7 |   |   |   |   |   |   |   |   | 7 |
| 6 |   |   |   |   |   |   |   |   | 6 |
| 5 |   |   |   |   |   |   |   |   | 5 |
| 4 |   |   |   |   |   |   |   |   | 4 |
| 3 |   |   |   |   |   |   |   |   | 3 |
| 2 |   |   |   |   |   |   |   |   | 2 |
| 1 |   |   |   |   |   |   |   |   | 1 |
|   | a | b | c | d | e | f | g | h |   |

Stellung vor 9. … Dxa4+
1. e2–e4 e7–e5 2. Sb1–c3
Die sogenannte Wiener Partie.
2. … Lf8–c5
Normalerweise wird stattdessen 2. … Sf6 gespielt.
3. Sc3–a4?!
Besser wäre 3. Sf3! d6 4. d4 mit leichtem weißen Vorteil.
3. … Lc5xf2+!
3. … Le7 hätte den Ausgleich gesichert, aber mit 3. … Lxf2+ spielt Schwarz auf Vorteil.
4. Ke1xf2 Dd8–h4+ 5. Kf2–e3
Erzwungen
5. … Dh4–f4+ 6. Ke3–d3 d7–d5! 7. Kd3–c3 Df4xe4 8. Kc3–b3?
Besser wäre es hier mit 8. d2-d4! die Dame abzuschirmen.
8. … Sb8–a6
Droht Matt auf b4
9. a2–a3
Besser war 9. d4 exd4 10. Ld3
9. … De4xa4+
Ein spektakuläres Damenopfer, um die Konsolidierung mittels Sc3 und Ka2 zu verhindern, wonach Schwarz wahrscheinlich keine ausreichende Kompensation für die Minusfigur hätte.
10. Kb3xa4 Sa6–c5+ 11. Ka4–b4
Besser ist 11. Kb5!. Nach 11. … Se7 (oder 11. … b6, 12. d4 exd4, 13. Dxd4 Se7, 14. Dxc5! Ld7+, 15. Kb4 a5+, 16. Dxa5! Txa5, 17. Sf3), 12. c4! d4, 13. Kxc5 a5, 14. Da4+ Kd8, 15. Dxa5! Txa5+, 16. Kb4 Sc6+, 17. Kb3 gewinnt Weiß mit Läufervorteil.
11. … a7–a5+
12. Kb4xc5
Führt zwingend zum Remis.
Hingegen führt 12. Kc3? zum Verlust. Nach 12. … d4+, 13. Kc4 Le6+!! (13. … b6? bleibt unklar), 14. Kxc5 Sf6! [droht Matt in 3: 15. … Sd7+, 16. Kb5 c6+, 17. Ka4 Sc5# oder Sb6#] hat Weiß gegen einen Mattangriff keine Chance mehr: 15. Lb5+ (15. Df3? Sd7+, 16. Kb5 c6+, 17. Dxc6 bxc6+, 18. Kxc6 Matt in 5) 15. … Ke7 [droht 16. … Se4# und nach 16. d3? dauert's 3 Züge: 16. … b6+, 17. Kc6 Ta7 nebst 18. … Ld7#/Ld5#], 16. Df3 c6 [droht 17. … Sd7#], 17. Lxc6 Thc8 [droht wieder 18. … Sd7+, 19. Kb5 bxc6+, 20. Dxc6 Matt in 5], 18. Kb6 bxc6 [droht Matt in 4: 19. … Sd7+, 20. Kb7 Tab8+!, 21. Ka6 Sc5+, 22. Kxa5 Tb5#], 19. Dxf6+ Matt in 8 (oder 19. Dxc6 Matt in 6)
12. … Sg8–e7!
Droht 13. … b6+ nebst Matt.
13. Lf1–b5+ Ke8–d8 14. Lb5–c6!!
Jeder andere Zug führt zum Matt.
14. … b7–b6+
Nach 14. … bxc6? kann dem weißen König nichts mehr passieren.
15. Kc5–b5 Se7xc6 16. Kb5xc6 Lc8–b7+! 17. Kc6–b5!
17. Kxb7? führt zum Matt nach 17. … Kd7 18. Dg4+ Kd6 19. Dxg7 Thb8#
17. … Lb7–a6+ 18. Kb5–c6 mit Remis. (18. Ka4? Lc4 19. b4 b5#)
1/2-1/2